# James MacPherson (attore)
James MacPherson (Lanarkshire Meridionale, 18 marzo 1960) è un attore, cantante e doppiatore scozzese, noto in patria per aver interpretato il detective Michael Jardine nella serie televisiva della ITV Taggart].

## Biografia
Cresciuto ad Hamilton, il giovane James lasciò la scuola all'età di 17 anni, trovando poi il primo lavoro al Southern General Hospital come tecnico di laboratorio dell'Istituto di Neuroscienze di Glasgow. Egli lavorò in laboratorio per cinque anni e vi incontrò anche la sua futura moglie, Jacqueline.
Dopo aver affrontato un colloquio per diventare ufficiale di polizia ed essere stato rifiutato, MacPherson decise di dedicarsi alla recitazione. Si iscrisse quindi ad un gruppo amatoriale di arti drammatiche a Motherwell, grazie al quale acquisì l'esperienza necessaria per dedicarsi al teatro di repertorio ad East Kilbride ed ottenere un posto nella scuola locale di arti performative.
Negli anni ottanta ottenne la sua prima parte televisiva, un ruolo minore in Citizens della BBC Radio 4. Trasferitosi a Londra, si sottopose a un provino per un ruolo nella serie per bambini Dramarama, ma non fu ammesso. Il 1986 segnò l'anno della sua svolta televisiva, quando gli fu offerta la parte del detective scozzese Michael Jardine in Taggart, ruolo ottenuto grazie al suo accento di Glasgow.

## Carriera
Inizialmente Michael Jardine avrebbe dovuto essere un personaggio minore e di contorno rispetto a quello dei detective Livigstone e Jim Taggart, interpretati rispettivamente da Neil Duncan e Mark McManus. Quando Duncan abbandonò il programma, il ruolo di MacPherson ottenne una promozione come braccio destro di Jim Taggart. Nel 1994 poi, quando anche il personaggio di Mark McManus venne eliminato a causa della morte dell'attore, Micheal Jardine divenne il protagonista della serie. Il deceduto McManus aveva rapporti stretti con James McPherson, in quanto era padrino della figlia di quest'ultimo di nome Katie.
Anche McPherson dovette tuttavia abbandonare nel 2002 il ruolo di Michael Jardine: nel corso di un volo da Glasgow a Londra fu colpito da collasso polmonare e dovette sottoporsi a un intervento chirurgico d'urgenza, a seguito del quale gli è stato impossibile continuare a girare scene d'azione o pericolose. L'ultimo episodio girato da MacPherson in Taggart si intitolava "Death Trap", ed è stato trasmesso il 14 gennaio 2002.
Dopo Taggart, l'attore ha lasciato da parte la carriera televisiva per dedicarsi principalmente al teatro. La maggior parte dei suoi primi lavori, comunque, includono ruoli da poliziotto o comunque a sfondo poliziesco. Poco dopo Taggart, è apparso con il nome di Jardine in un documentario televisivo che investigava le pretese di corruzione dei deputati scozzesi durante l'Atto di Unione del 1707, il quale fuse i due parlamento inglese e scozzese. MacPherson ha recitato come ospite in diversi episodi di The Bill, nel ruolo di un ex-poliziotto la cui sorella era stata violentata da alcuni colleghi. Ha fornito la voce nella serie di audiolibri Inspector Rebus, di Ian Rankin. Nel 2003, poi, un quotidiano scozzese ha riportato in un'intervista che uno dei sogni dell'attore sarebbe quello di diventare astronomo.
Nel 2000, MacPherson è apparso nel ruolo del detective Scott nella serie televisiva The Scots Detective, della Channel 4 Schools History.
A luglio del 2002 ha fondato una propria compagnia teatrale chiamata Acting Up, insieme alla collega attrice Emma Currie, che aveva recitato con lui in The Scots Detective.
Ad ottobre del 2003 ha fondato un gruppo rock di nome The Cams, insieme all'ex batterista dei Wet Wet Wet Tommy Cunningham. Il mese successivo, poi, è apparso come cantante del gruppo nello spettacolo di beneficenza della BBC One Children in Need.
A Natale del 2003 ha recitato a teatro nel ruolo di Abananzar in Aladdin, spettacolo tenuto all'His Majesty's Theatre di Aberdeen.
Nel 2007, ha recitato nella versione teatrale di Dial M for Murder, insieme all'ex cantante del gruppo Steps Faye Tozer.
A maggio del 2010, MacPherson ha interpretato il ruolo di Martin Schulse nella pièce teatrale Tron Theatre Company of Address Unknown, adattata da un racconto breve di Katharine Kressmann Taylor.